# 稻澤市
稻澤市（日语：／ Inazawa shi */?）是位於日本愛知縣西北部的城市，全境位於濃尾平原的中部。
索尼集團旗下的索尼全球製造及營運及豐田集團旗下的豐田合成在此都有工廠。

## 人口
稻澤市為名古屋都市圈的一部分，自稻澤市的主要市區可透過鐵路東海道本線直接進入名古屋市區。
| 稻澤市人口分布圖 |                                               |  |
| 稻澤市與日本全國年齡別人口分布比較圖 （2005年資料） | 稻澤市的年齡、男女別人口分布圖 （2005年資料） |  |
| ■紫色是稻澤市 ■綠色是全国 | ■藍色是男性 ■紅色是女性                       |  |
| 稻澤市人口變化 \| 1970年 \| 110,629人 \| \| \| 1975年 \| 122,573人 \| \| \| 1980年 \| 126,023人 \| \| \| 1985年 \| 130,598人 \| \| \| 1990年 \| 132,483人 \| \| \| 1995年 \| 135,080人 \| \| \| 2000年 \| 136,938人 \| \| \| 2005年 \| 136,965人 \| \| \| 2010年 \| 136,358人 \| \| \| 2015年 \| 136,867人 \| \| \| 2020年 \| 134,751人 \| \| |                                               |  |
| 資料來源：日本總務省統計中心提供之人口普查數據 |                                               |  |
| 1970年 | 110,629人                                     |  |
| 1975年 | 122,573人                                     |  |
| 1980年 | 126,023人                                     |  |
| 1985年 | 130,598人                                     |  |
| 1990年 | 132,483人                                     |  |
| 1995年 | 135,080人                                     |  |
| 2000年 | 136,938人                                     |  |
| 2005年 | 136,965人                                     |  |
| 2010年 | 136,358人                                     |  |
| 2015年 | 136,867人                                     |  |
| 2020年 | 134,751人                                     |  |

## 歷史
在令制國時代初期尾張國的國府及國分寺、國分尼寺都位於稻則市東部，現在的主要市區周邊，過去祭祀尾張國國魂的尾張大國靈神社也位於此區域中。
14世紀至15世紀期間，本地曾先後築有北島城、西溝口城、片原一色城、下津城、勝幡城、竹腰城、儀長城、矢合城，其中勝幡城曾是織田信長之祖父織田信定的主要據點。
17世紀進入江戶時代後，大部分區域都成為尾張藩的領地，少部分區域屬於尾張藩御附家老成瀨氏犬山藩和竹腰氏今尾藩的領地；由於位於東海道的脇往還美濃路上，以稻葉宿而成為宿場町。
19世紀末明治維新實施廢藩置縣後，原屬各藩的區域分別改隸屬名古屋縣、今尾縣、犬山縣，在1872年的第一次府縣整併後全部區域隸屬新整併的名古屋縣，而名古屋縣在四個月後更名為愛知縣。
1889年日本實施町村制時，以過去的稻澤村聚落為主設立了稻澤町，最初的稻澤町位於現在的稻澤市東北部，而其他區域在當時還分屬一治村、下津村、山形村、國府宮村、稻保村、中島村、祖父江村、山崎村、西島村、光堂村、四鄉村、國分村、五鄉村、大塚村、奧田村、四家村、日下部村、市田村、玉田村、北島村、梅代村、吉田村、豐田村、實田村、三宅村、六輪村、左右川村、井長谷村、片原一色村、領內村、丸甲村、牧川村、西鵜之本村、馬飼村、拾町野村、四貫村、神明津村等37個行政區劃；在經歷20世紀初期的整併後，成為位於東北部的第二代稻澤町，位於東南部的大里村，位於中部的明治村，位於西北部的祖父江町，位於西南部的長岡村和平和村，位於南部的千代田村共七個行政區劃。
1955年稻澤町與大里村、千代田村、明治村再次整併為第三代的稻澤町，並接著在1958年升格為稻澤市；而位於西部的平和村在1954年升格為平和町，長岡村則是在1956年被併入祖父江町。
2000年代日本再次推動市町村整併，平和町和祖父江町因此在2005年被併入稻澤市。

## 教育
稻澤市內有以生活文化學科和幼児教育學科為主的愛知文教女子短期大學，和以資訊媒體學部及健康生活學部為主的名古屋文理大學兩所高等教育學校。

## 交通

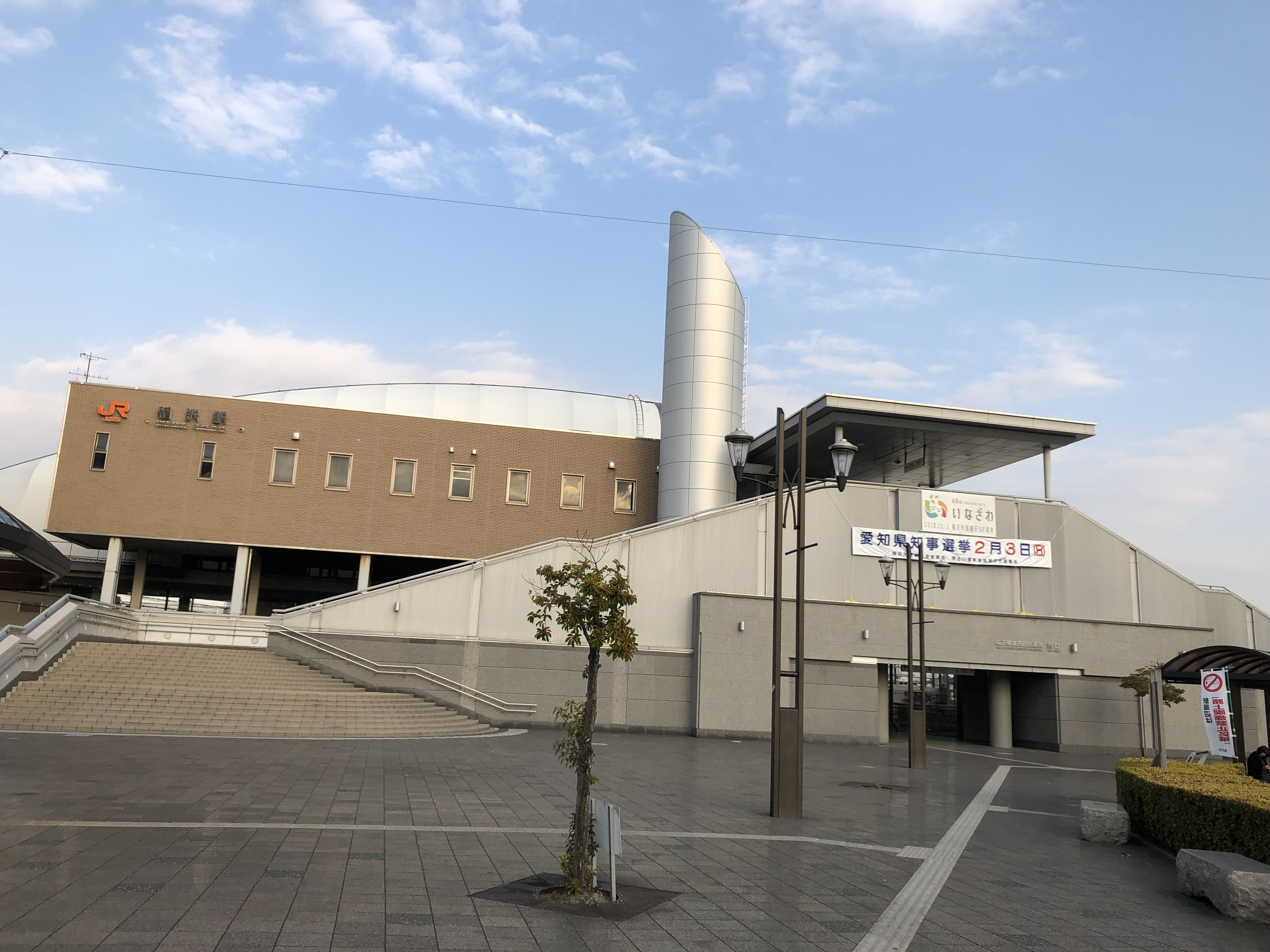
稻澤車站

鐵路東海旅客鐵道的東海道本線及名古屋鐵道的名古屋本線以南北向自東部主要市區旁通過，兩條鐵路在市區旁分別設有稻澤車站和國府宮車站，雖然自稻澤車站進入名古屋市區較快，但是名古屋鐵道由於班次較多，因此國府宮車站的使用人次多於稻澤車站。在西部區域還有名古屋鐵道的尾西線以南北向通過。
高速公路僅有名神高速道路通過轄區東北部與一宮市的交界處，不過包括名神高速道路在內，名古屋高速16號一宮線、名古屋第二環狀自動車道這三條高速公路或快速道路其實是分別從道澤市的北側、東側、南側通過。
稻澤市內的客運路線主要由稻澤市社區巴士經營，共有七條路線；名古屋鐵道旗下的名鐵巴士也有經營兩條路線。

### 鐵路
- 東海旅客鐵道
  - 東海道本線：（←清須市） - 清洲車站 - 稻澤車站 - （一宮市→）
  - 東海道新幹線：（←清須市） - （通過轄區但未設置車站） - （一宮市→）
- 名古屋鐵道
  - 名古屋本線：（←清須市）  - 大里車站 - 奧田車站 - 國府宮車站 - 島氏永車站 - （一宮市→）
  - 尾西線：（←愛西市） - 六輪車站 - （愛西市）  - 丸渕車站 - 上丸渕車站 - 森上車站 - 山崎車站 - （一宮市→）

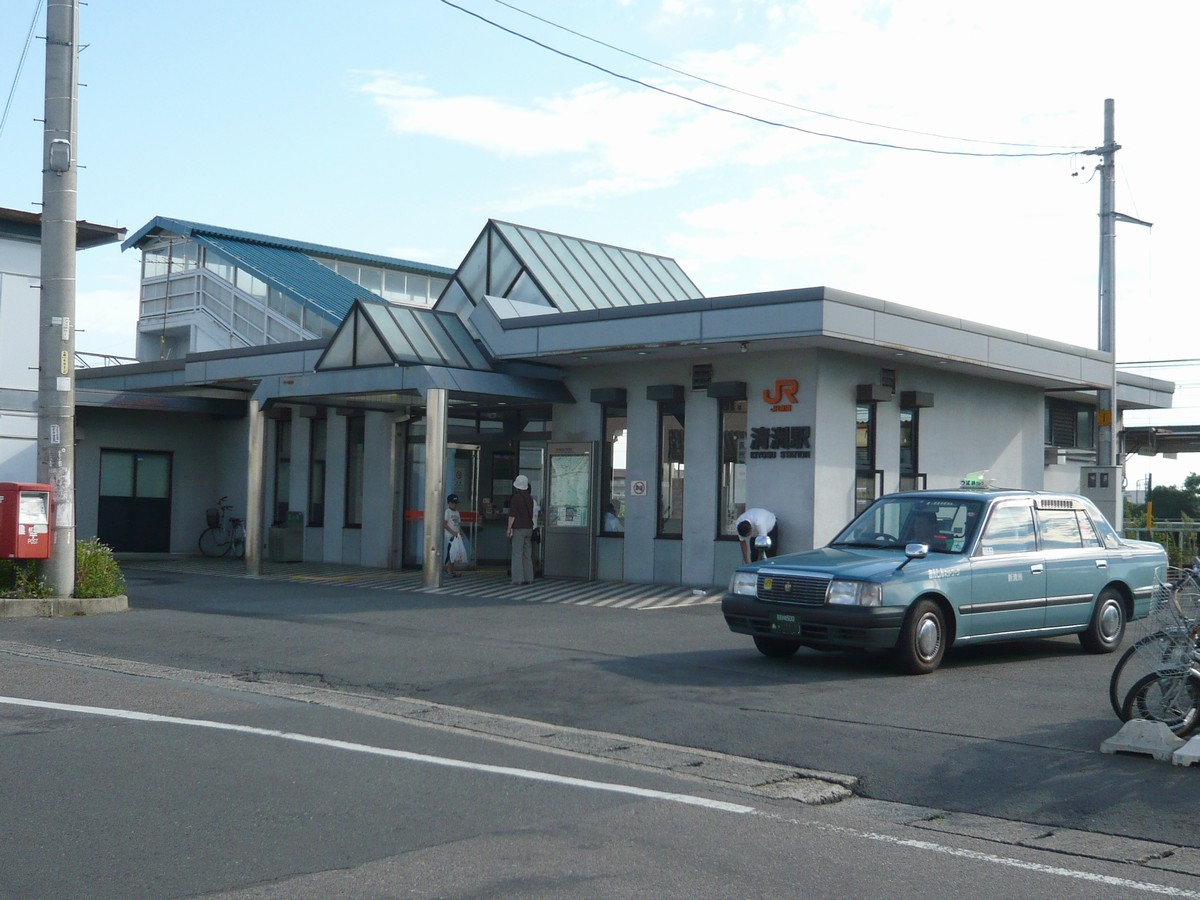
清洲車站
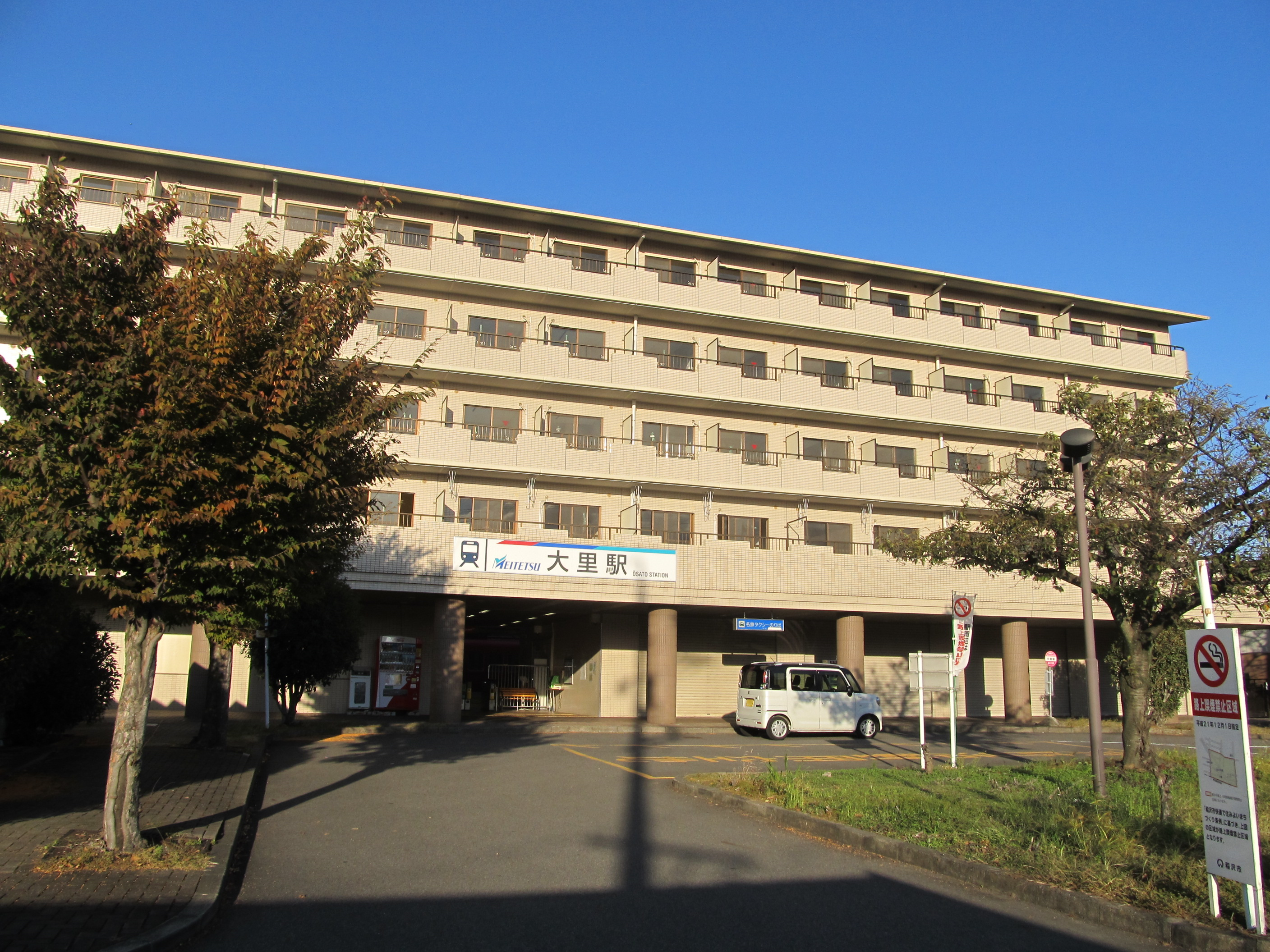
大里車站
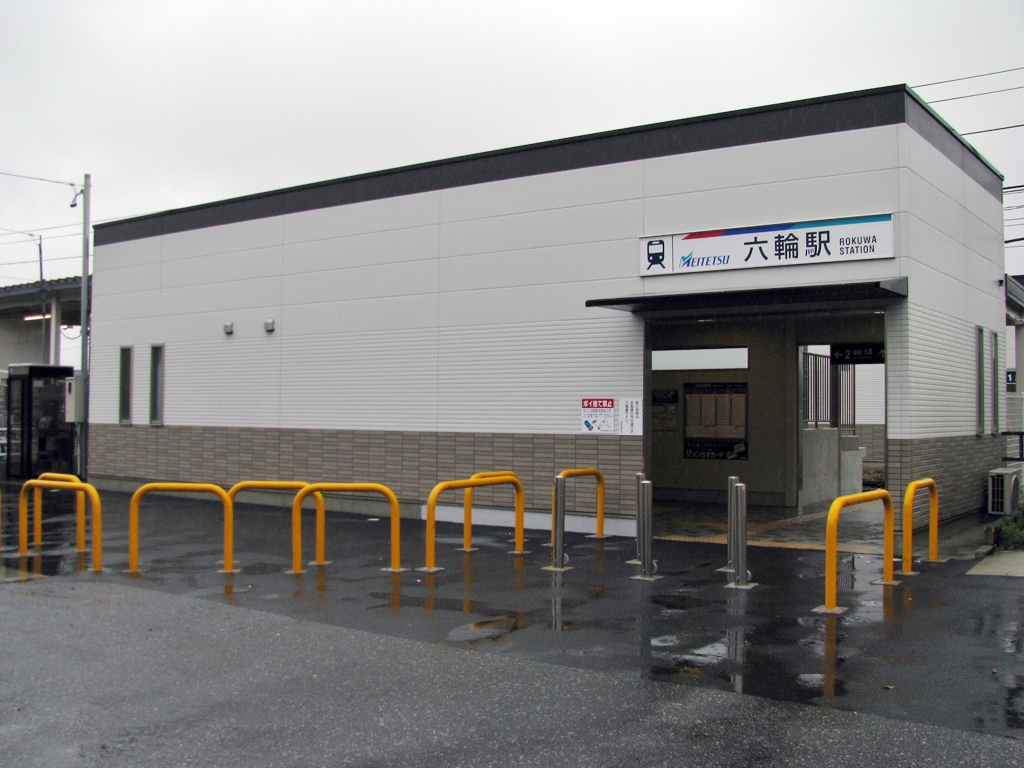
六輪車站
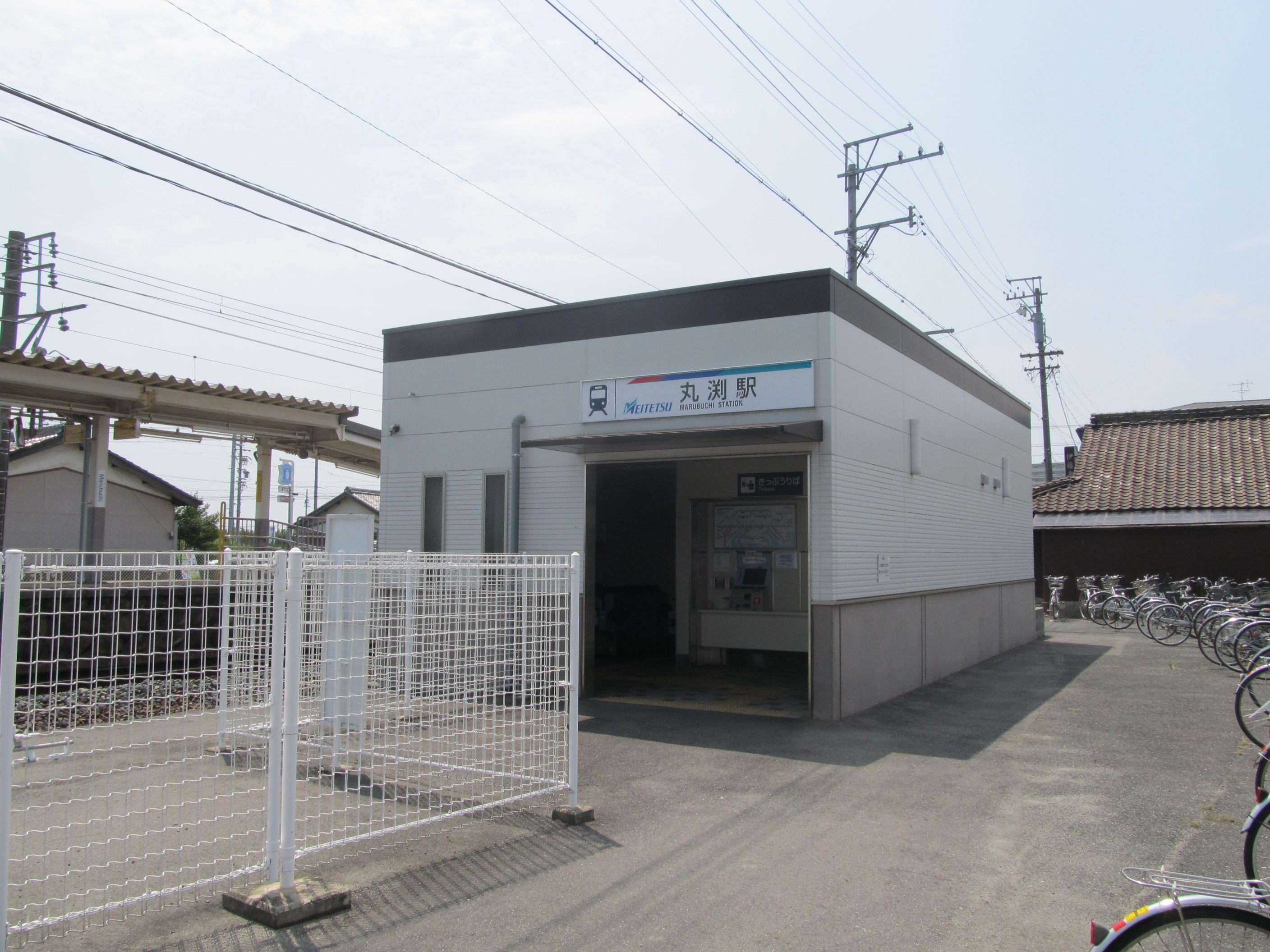
丸渕車站
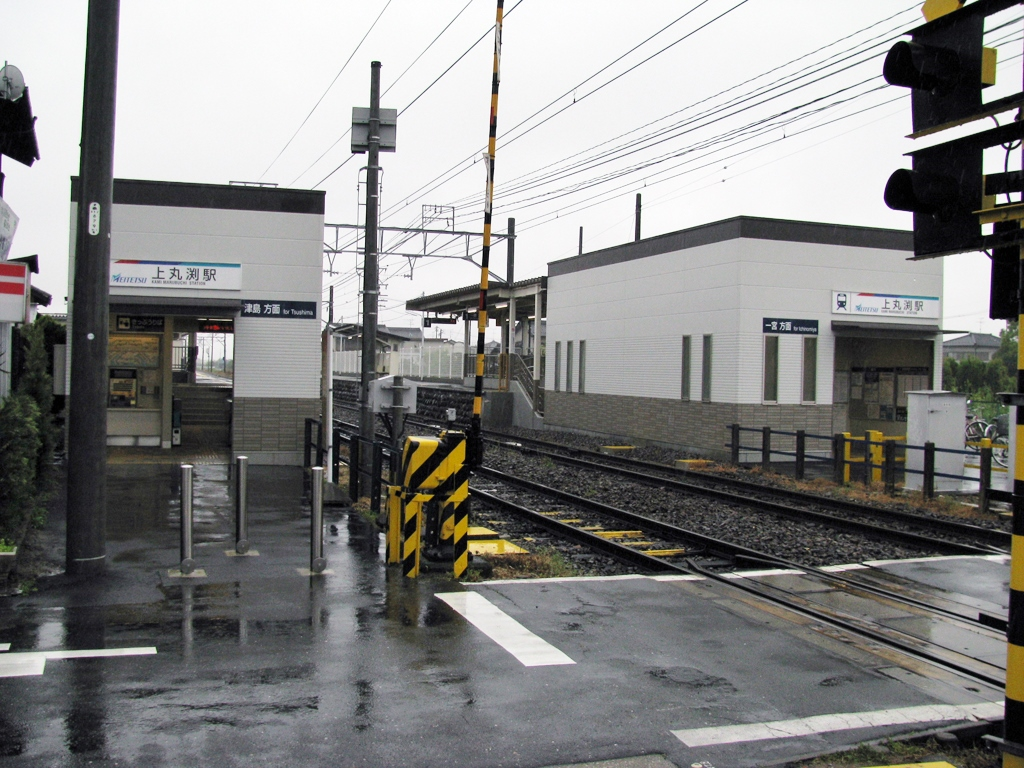
上丸渕車站
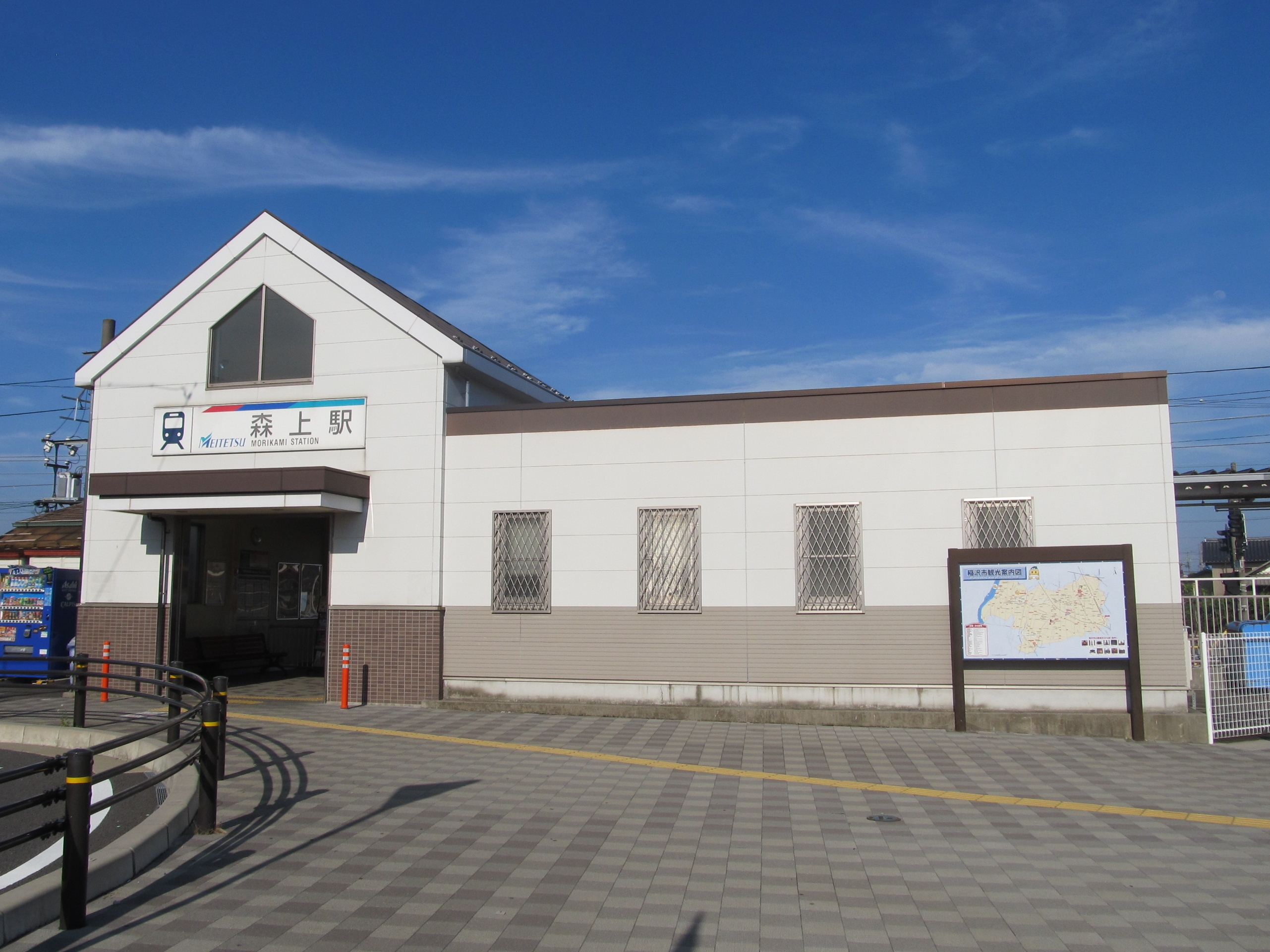
森上車站
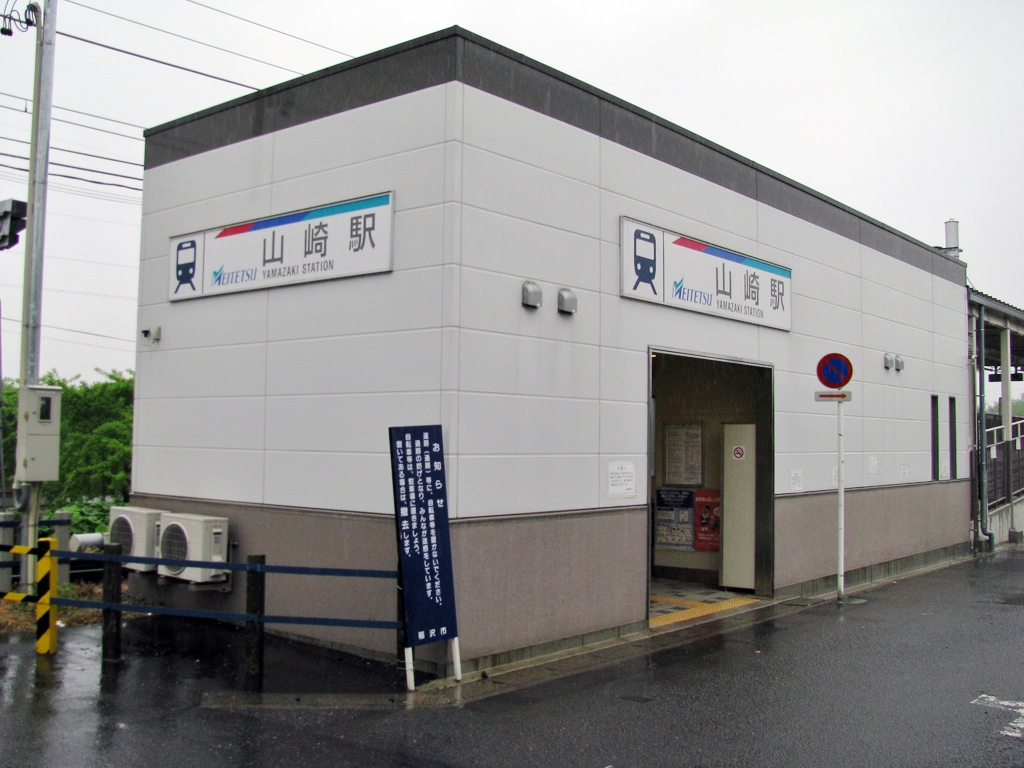
山崎車站

## 觀光資源

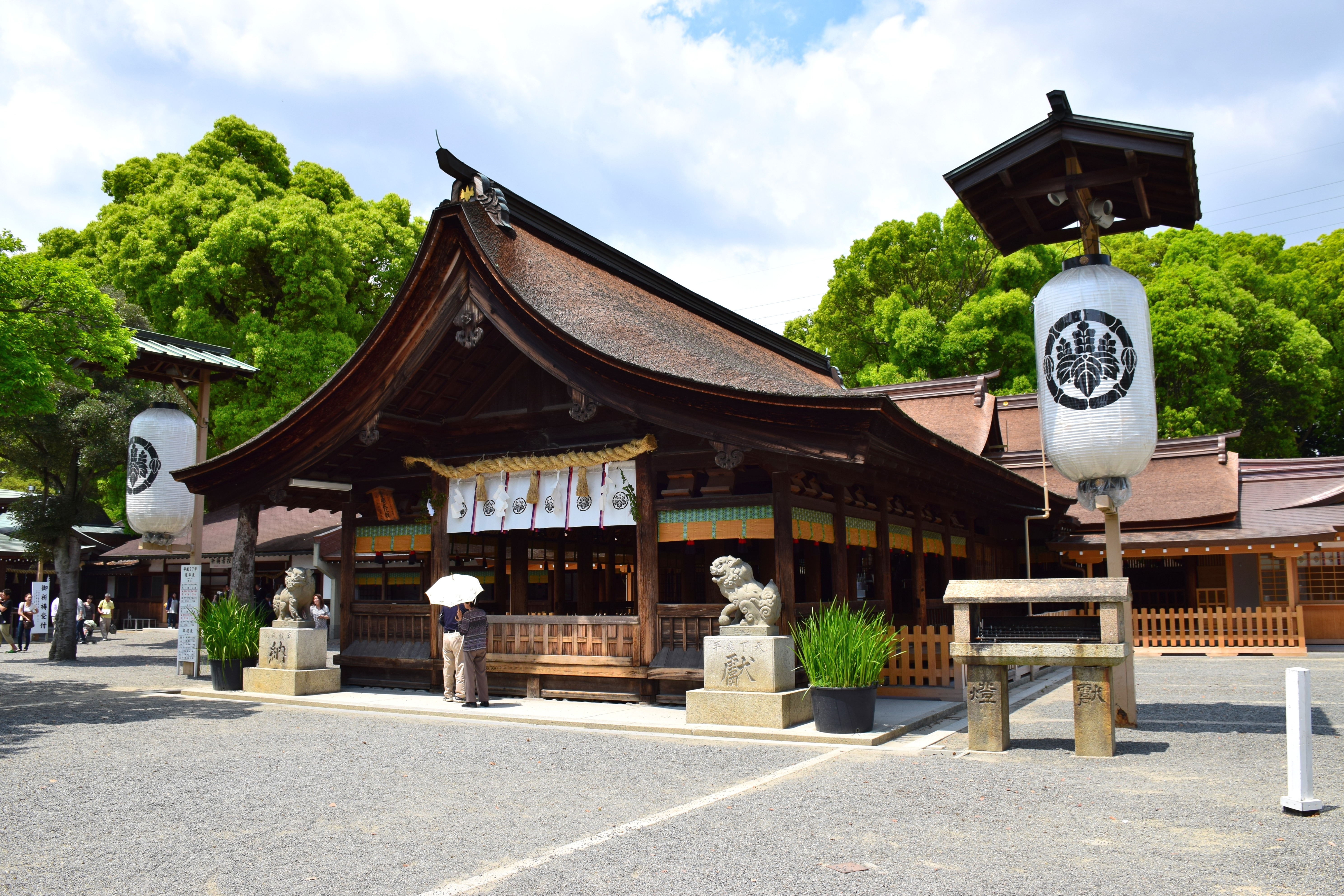
尾張大國靈神社拜殿

尾張大國靈神社是稻澤市內最著名的景點，其內的建於14世紀的樓門和建於17世紀的拜殿現都已被列為國家重要文化財產。神社每年在舊曆的正月13日會舉辦名為「儺追神事」的國府宮裸祭。

## 姊妹、友好城市

### 海外
- 古奧林匹亞（希臘西希腊大区伊利亚专区）
兩地於1987年締結為姊妹城市。[11]
- 赤峰市（中國内蒙古自治区）
兩地於1989年締結為合作城市。[12]

## 外部連結
- （日語） 稻澤市政府的Facebook專頁
- （日語） 稻澤市的X（前Twitter）
- （日語） YouTube上的稻澤市頻道
- （日語） 稻澤市觀光協會 （页面存档备份，存于）